# 宰米謝 (基輔州)
50°28′8″N 30°59′26″E / 50.46889°N 30.99056°E
宰米謝（羅馬化：Zaimyshche）是烏克蘭的村落，位於該國中北部基輔州，由鮑里斯皮爾區負責管轄，面積0.48平方公里，海拔高度107米，2001年人口44，人口密度每平方公里91.1人。